# Nicotinamidase
La nicotinamidase est une hydrolase qui catalyse la réaction :
nicotinamide + H2O  {\displaystyle \rightleftharpoons }  nicotinate + NH3.
Cette enzyme intervient dans le métabolisme du NAD, plus précisément dans la voie de sauvetage de cette coenzyme. C'est par exemple le cas chez Arabidopsis.